# Фролов, Константин Иванович
Константин Иванович Фролов (1924—1944) — старший сержант Рабоче-крестьянской Красной Армии, участник Великой Отечественной войны, Герой Советского Союза (1944).

## Биография
Константин Фролов родился 18 мая 1924 года в селе Аристово (ныне — Боровский район Калужской области). После окончания семи классов школы работал в колхозе пчеловодом. 4 марта 1942 года Константин Фролов был призван на службу в РККА в 33-ю армию. Воевал в составе 113-й стрелковой дивизии на Западном фронте, потом на Юго-Западном, Степном, 2-м Украинском.
К марту 1944 года старший сержант Константин Фролов был разведчиком взвода пешей разведки 1292-го стрелкового полка 113-й стрелковой дивизии 57-й армии 3-го Украинского фронта. Отличился во время освобождения Николаевской области Украинской ССР. 25 марта 1944 года Фролов в числе первых переправился через Южный Буг в районе села Виноградный Сад Доманёвского района и принял активное участие в боях за захват и удержание плацдарма на его западном берегу, лично уничтожил две вражеские огневые точки, взял в плен 3 немецких солдат. В тех боях Фролов получил тяжёлое ранение, от которого 26 марта 1944 года скончался. Похоронен в братской могиле в Виноградном Саде.
Указом Президиума Верховного Совета СССР от 3 июня 1944 года за «мужество и героизм, проявленные при форсировании Южного Буга и в боях на плацдарме», старший сержант Константин Фролов посмертно был удостоен высокого звания Героя Советского Союза с вручением ордена Ленина и медали «Золотая Звезда».

## Память
- В честь Константина Ивановича Фролова в Боровске на Аллее Героев мемориала Вечный огонь установлена стела[6].
- Решением Районного Собрания муниципального образования муниципального района «Боровский район» № 36 от 5 мая 2015 года Средней общеобразовательной школе села Ворсино Боровского района присвоено имя земляка, Героя Советского Союза Константина Ивановича Фролова[7].